# Неизвестная версия
«Неизвестная версия» (укр. Невідома версія) — цикл телепередач, выпущенный телеканалом СТБ. Телепередачи посвящены истории создания различных популярных советских фильмов.
В передачах цикла показывают видео, которое осталось за кадром, и раскрывают секреты съёмок кинохитов.
Шеф-редактор цикла телепередач — Алексей Гладушевский. При съёмках были использованы фотопробы актёров, кадры рабочих моментов съемок. Показ цикла начался после того, как СТБ закупила в 2008 году у «Мосфильма» классику советского кинематографа. Документальный фильм цикла показывался после художественного фильма.
Для создания выпусков одновременно было задействовано шесть творческих групп, состоящих из режиссёра и автора. Сценаристы проекта: Виктория Муренко, Андрей Горовой, Дарья Косач, Елена Косенко, Ирина Феофанова и др. Режиссёры: Елена Захарчук, Елена Рыбкина, Татьяна Козлова, Юрий Бреславский и др.
Закадровый текст на русском языке озвучивали: российский актёр Анатолий Пашнин и российский актёр Эльдар Куртсеитов.
На украинском языке закадровый текст озвучивали: бред-войс телеканала СТБ Демьян Радзивилюк и телеведущие Григорий Решетник и Владимир Остапчук.

## Список выпусков
- «Белое солнце пустыни»
- «Белорусский вокзал»
- «Берегись автомобиля»
- «Благословите женщину»
- «Большая перемена»
- «Бриллиантовая рука»
- «Вечера на хуторе близ Диканьки»
- «Верные друзья»
- «Вий»
- «Ворошиловский стрелок»
- «Высота»
- «Гусарская баллада»
- «Девчата»
- «Джентльмены удачи»
- «За двумя зайцами»
- «Иван Васильевич меняет профессию»
- «Ирония судьбы, или С лёгким паром!»
- «Кавказская пленница, или Новые приключения Шурика»
- «Карнавальная ночь»
- «Королева бензоколонки»
- «Корона Российской империи, или Снова неуловимые»
- «Любовь и голуби»
- «Москва слезам не верит»
- «Неуловимые мстители»
- «Новые приключения неуловимых»
- «Мужики!»
- «Мы из джаза»
- «Не могу сказать «прощай»»
- «Невероятные приключения итальянцев в России»
- «Одиноким предоставляется общежитие»
- «Операция „Ы“ и другие приключения Шурика»
- «Офицеры»
- «По семейным обстоятельствам»
- «Покровские ворота»
- «Приключения Шерлока Холмса»

Знакомство.
Собака Баскервилей.
XX век начинается.
- «Самая обаятельная и привлекательная»
- «Свадьба в Малиновке»
- «Служебный роман»
- «Собачье сердце»
- «Спортлото-82»
- «Экипаж»